# Kavaklı, Kırklareli
Kavaklı là một thị trấn thuộc huyện Kırklareli, tỉnh Kırklareli, Thổ Nhĩ Kỳ. Dân số thời điểm năm 2011 là 3.445 người.